# Raid de Willard et Lewis
Le raid de Willard et Lewis est un évènement de la déportation des Acadiens qui eut lieu en 1755 en Acadie, où se trouve maintenant la Nouvelle-Écosse.
Selon les instructions du gouverneur Lawrence, le lieutenant-colonel Monckton ordonna aux capitaines Abijah Willard et Thomas Lewis de se rendre à Cobéguit.
On ne connait pas vraiment les détails de la mission de Lewis. Willard partit du fort Cumberland (ancien fort Beauséjour) le 6 août avec 100 soldats et deux guides français. Ils se rendirent jusqu'à la rivière Maccan et suivirent son cours vers le sud. Après trois jours, ils atteignirent le bassin de Minas, à un endroit appelé Moose River. Ils allèrent ensuite vers Portapique, à l'est, qu'ils atteignirent le 10 août. Les Acadiens les accueillirent chaleureusement. Ils atteignirent ensuite l'église de Cobéguit le lendemain, où les Acadiens leur offrirent le même accueil. Willard rencontra un peu plus tard le capitaine Thomas Lewis, qui lui remit les ordres de mission scellés. Malgré sa surprise en les lisant, il décida d'accomplir sa mission, soit de détruire tous les villages acadiens sur sa route et de faire le plus de prisonniers possible.
Lewis attaqua Ramchèque le 16 août. Il y captura trois familles et brûla plusieurs maisons. De son côté, Willard attaqua Tatmegouche et détruisit 12 maisons et la chapelle. Ses hommes mirent aussi le feu à toutes les provisions, les bateaux et le bétail,.
Le 19 août, les détachements de Willard et Lewis se sont probablement combinés pour former un groupe de 250 hommes. Ils retournèrent à Cobéguit. Après avoir longé les rivières North et Salmon, ils se rendirent jusqu'à la rive est de la rivière Shubenacadie, où se trouvaient plusieurs fermes et hameaux. Leurs ordres étaient seulement d'emporter les citoyens notables et de ne rien détruire. Ils se rendirent ensuite sur la rive nord du bassin de Minas, qu'ils longèrent vers l'ouest avant de marcher vers la rivière Maccan. Ils arrivèrent au fort Cumberland, en voyageant en différents groupes, entre le 25 et le 26 août avec 23 hommes Acadiens, une partie seulement des prisonniers.